# إيرل راب
إيرل راب (بالإنجليزية: Earl Rapp)‏ هو لاعب كرة قاعدة أمريكي، ولد في 20 مايو 1921 في كورونا في الولايات المتحدة، وتوفي في 13 فبراير 1992 في سويديسبورو في الولايات المتحدة.

## وصلات خارجية
- إيرل راب على موقع جمعية أبحاث البيسبول الأمريكية (الإنجليزية)